# Frederick Humphreys
Frederick Humphreys (28 janvier 1878 à Londres - 10 août 1954 à Brentford) est un tireur à la corde et lutteur britannique.

## Carrière olympique
Il a participé aux Jeux olympiques de 1908 avec l'équipe de la Police de Londres de tir à la corde et remporta la médaille d'or. L'édition suivante, il remporta la médaille d'argent avec la même équipe à la suite de l'épreuve face à la Suède. En 1920, il remporta la médaille d'or de la même discipline avec l'équipe britannique.
Durant l'édition de 1908, il participa aussi en tant que lutteur pour l'équipe britannique. Il fut éliminé au premier tour dans la catégorie de lutte gréco-romaine poids lourd et en quart de finale dans la catégorie poids lourd de lutte libre.